# 池田知晶
池田知晶（いけだ ちあき、1988年3月5日 - ）は、日本のエッセイスト。千葉県生まれ、北海道育ち。20歳のとき（2008年7月10日）に、1万円とギターを片手に日本一周の旅へ出発。261台の車をヒッチハイクして、出会った人の家に泊まりながら1年4ヵ月かけて日本縦断を達成。2011年2月に徳間書店から「ヒッチハイク女子、人情列島を行く!」を出版。

## 概要

### 生い立ち
「小遣いは自分で稼ぎなさい」という親の方針のもと13歳からアルバイトを始めた。また家庭の事情で13歳から施設に通い、高校在学中から一人暮らしを始めた。高等学校卒業後、ライブハウス新宿21世紀にシンガーとして在籍。その後探偵や美術モデルなどで働いた後、20歳を機に日本一周の旅へ出た。日本一周の理由に、人間不信の改善・現状打破などが挙げられている。2008年7月から2009年11月まで日本一周をした後、2ヵ月の猛勉強の末に2010年法政大学に入学。

### 活動領域
日本一周中と出版後に、『旅行新聞』『千葉日報』『紀伊民報』『神戸新聞』『読売新聞』『山陽新聞』『有明新報』『大分合同新聞』『宮崎日日新聞』『南日本新聞』『琉球新報』『日刊ゲンダイ』といった新聞記事に紹介された。また雑誌では『ダ・ヴィンチ』『じゃらん』にも掲載された。ラジオ番組では、ニッポン放送・和歌山放送・FMいしがきサンサンラジオ』、テレビ番組では『ノブナガ』に出演した。

## 著作
- 『ヒッチハイク女子、人情列島を行く！』徳間書店、2011年。ISBN 4198631166